# Zygorhynchus exponens
Zygorhynchus exponens är en svampart. Zygorhynchus exponens ingår i släktet Zygorhynchus och familjen Mucoraceae.

## Underarter
Arten delas in i följande underarter:
- smithii
- exponens